# ジョズエ・サ
ジョズエ・サ（Josué Sá）ことジョズエ・ハンベルト・ゴンサルヴェス・レアル・デ・サ（Josué Humberto Gonçalves Leal de Sá、1992年6月17日 - ）は、ポルトガル・リスボン出身のサッカー選手。ポジションはDF。リオ・アヴェFC所属。

## 経歴
17歳のときにヴィトーリアSCと契約を結び、2011年からプロキャリアの道を歩んだ。
2013年1月20日のリオ・アヴェFC戦でプリメイラ・リーガデビューを果たすと、そのまま主力としてヴィトーリアに在籍した。
2016年5月6日に2019年までの契約をヴィトーリアと結ぶが、1年後の8月31日にRSCアンデルレヒトと4年契約を結んで移籍した。2018年5月6日のクラブ・ブルッヘ戦で前半44分にハンドの判定でPKを与えてしまうが、VARによって取り消された。
2019年8月、SDウエスカへレンタル移籍。
2020年10月2日、PFCルドゴレツ・ラズグラドに2年契約で移籍。